# Денисов, Михаил Михайлович (хоккеист)
Михаи́л Миха́йлович Дени́сов (8 июля 1949, — 1990, Рига, Латвийская ССР, СССР) —  советский хоккеист, нападающий. Мастер спорта СССР.

## Биография
Начал хоккейную карьеру в классе «Б» за «Динамо» Горький. Перешёл в рижское «Динамо» в 1968 году. Вместе с командой проделал путь из второй группы класса «А» в высшую лигу. Отыграл в «Динамо» Рига 12 сезонов, из них в высшей лиге 7 сезонов. 
В 1980 году завершил карьеру в высшей лиге. С 1982 года по 1989 год играл в различных командах чемпионата ЛССР по хоккею.
Умер в Риге в 1990 году.  

## Статистика выступления в высшей лиге
| Легенда | Легенда                    | Легенда | Легенда                   | Легенда | Легенда    |
| ------- | -------------------------- | ------- | ------------------------- | ------- | ---------- |
| И       | Количество проведённых игр | Штр     | Штрафное время            | +/−     | Плюс-минус |
| Г       | Голы                       | П       | Голевые передачи          | О       | Очки       |
| -       | Статистика неизвестна      | —       | Статистика не учитывалась |         |            |

| Сезон                    | Команда                  | И   | Г  | П  | О   | Штр |
| ------------------------ | ------------------------ | --- | -- | -- | --- | --- |
| 1973/74                  | «Динамо» (Рига)          | 30  | 10 | 3  | 13  | 6   |
| 1974/75                  | «Динамо» (Рига)          | 36  | 13 | 12 | 25  | 4   |
| 1975/76                  | «Динамо» (Рига)          | 35  | 11 | 9  | 20  | 6   |
| 1976/77                  | «Динамо» (Рига)          | 34  | 11 | 8  | 19  | 18  |
| 1977/78                  | «Динамо» (Рига)          | 36  | 7  | 17 | 24  | 9   |
| 1978/79                  | «Динамо» (Рига)          | 35  | 9  | 15 | 24  | 6   |
| 1979/80                  | «Динамо» (Рига)          | 33  | 5  | 6  | 11  | 8   |
| Всего в Чемпионатах СССР | Всего в Чемпионатах СССР | 239 | 66 | 70 | 136 | 57  |